# Liste der Mitglieder der National Academy of Sciences/1971
Im Jahr 1971 wählte die National Academy of Sciences der Vereinigten Staaten 61 Personen zu ihren Mitgliedern.

## Neugewählte Mitglieder
- Edward A. Adelberg (1920–2009), Mikrobiologe, Yale University[1][2][3]
- Julius Axelrod (1912–2004)
- Lawrence Bogorad (1921–2003), Botaniker, Harvard University[4][5][6]
- Aage Niels Bohr (1922–2009)
- William Brace (1926–2012)
- Donald E. Broadbent (1926–1993)
- Arthur M. Bueche (1920–1981)
- Allan Campbell (1929–2018)
- Marvin Chodorow (1913–2005)
- Arthur D. Code (1923–2009)
- Philip P. Cohen (1908–1993)
- Mildred Cohn (1913–2009)
- George B. Dantzig (1914–2005)
- Don U. Deere (1922–2018)
- Frank J. Dixon (1920–2008)
- Kenneth O. Emery (1914–1998)
- Josef Fried (1914–2001)
- Augusto Gansser (1910–2012)
- Alan Garen (1926–2022)
- Riccardo Giacconi (1931–2018)
- Eleanor Jack Gibson (1910–2002)
- Ward H. Goodenough (1919–2013)
- Luigi Gorini (1903–1976)
- Harry B. Gray (* 1935)
- Ernest Grunwald (1923–2002)
- Arie J. Haagen-Smit (1900–1977)
- Norman Hackerman (1912–2007)
- Vladimir Haensel (1914–2002)
- David S. Heeschen (1926–2012)
- Dorothy Hodgkin (1910–1994)
- David H. Hubel (1926–2013)
- William P. Jencks (1927–2007)
- Michael Kasha (1920–2013)
- Aharon Katzir-Katchalsky (1914–1972)
- Vladimir I. Keilis-Borok (1921–2013)
- Robert P. Kraft (1927–2015)
- Otto Laporte (1902–1971)
- Hans W. Liepmann (1914–2009)
- Irving M. London (1918–2018)
- Peter Marler (1928–2014)
- Philip Morrison (1915–2005)
- Jürgen Moser (1928–1999)
- Earl L. Muetterties (1927–1984)
- Edward P. Ney (1920–1996)
- William A. Nierenberg (1919–2000)
- Irvine H. Page (1901–1991)
- William Dale Phillips (1925–1993)
- Frederic M. Richards (1925–2009)
- Robert G. Sachs (1916–1999)
- J. Robert Schrieffer (1931–2019)
- Richard Evans Schultes (1915–2001)
- Nevin S. Scrimshaw (1918–2013)
- Oliver Smithies (1925–2017)
- Franti F. Sorm (1913–1980)
- Bengt Strömgren (1908–1987)
- Hewson Swift (1920–2004)
- Armen Takhtajan (1910–2009)
- John G. Thompson (* 1932)
- Sidney Udenfriend (1918–1999)
- Gerald J. Wasserburg (1927–2016)
- Vincent Wigglesworth (1899–1994)